# Саваресе, Джованни
Джованни Саваресе Рубиначчо (исп. Giovanni Savarese Rubinaccio; род. 14 июля 1971, Каракас, Венесуэла) — венесуэльский футболист, нападающий, известный по выступлениям за клубы «Метростарз», «Каракас» и сборную Венесуэлы. С 2013 года — футбольный тренер.

## Клубная карьера
Саваресе начал карьеру в «Депортиво Италия». В 1990 году он переехал в США для получения образования в Университете Лонг-Айленда. Во время учёбы Джованни играл за команду «Грик Американ» в Космополитенской футбольной лиге. После окончания университета он присоединился к клубу «Лонг-Айленд Раф Райдерс» из лиги USISL, где его партнёрами были Тони Меола и Крис Армас.
В феврале 1996 года на Инаугуральном драфте MLS Саваресе был выбран в девятом раунде под общим 89-м номером клубом «Нью-Йорк — Нью-Джерси Метростарз». 13 апреля в матче против «Лос-Анджелес Гэлакси» он забил свой первый гол за нью-йоркскую команду. За три сезона Джованни забил 44 гола в 101 матче во всех соревнованиях и установил рекорд результативности, который был побит Хуаном Пабло Анхелем только через 11 лет. В 1998 году Саваресе вернулся на родину, где забил в 20 матчах 18 мячей за «Каракас». В 1999 году он по полгода провёл, выступая за «Нью-Инглэнд Революшн» и «Депортиво Тачира».
В 2000 году Саваресе перешёл в итальянскую «Перуджу», но дебютировать за команду в Серии А так и не сумел. Он сразу же был отдан в аренду в клуб Серии C1 «Витербезе». Через полгода Джованни покинул Италию и вернулся в MLS, но в «Сан-Хосе Эртквейкс» не смог закрепиться, сыграв всего несколько матчей, после чего отправился в аренду в валлийский «Суонси Сити». Он забил 14 голов во всех соревнованиях за «лебедей». В 2001 году Саваресе перешёл в английский «Миллуолл», но после одной игры за новый клуб вернулся на родину. На протяжении сезона Джовании играл за «Депортиво Петаре».
Вторую половину 2003 года Саваресе провёл в итальянском «Торрес 1903», а в начале 2004 года вернулся в «Лонг-Айленд Раф Райдерс», где и завершил карьеру.

## Международная карьера
В 1989 году Саваресе дебютировал за сборную Венесуэлы. Он выступал за национальную команду до 2001 года. Из-за травм Джованни не сыграл за сборную ни на одном крупном турнире, но забил 10 мячей.

## Тренерская карьера
19 ноября 2012 года Саваресе возглавил возрождённый «Нью-Йорк Космос». Под его руководством клуб три раза становился чемпионом NASL, а также трижды выигрывал регулярный чемпионат лиги. 13 декабря 2017 года Саваресе покинул «Нью-Йорк Космос».
18 декабря 2017 года Саваресе был назначен на пост главного тренера клуба MLS «Портленд Тимберс». Под его руководством клуб дважды выходил в финал Кубка MLS (в сезонах 2018 и 2021) и выиграл Турнир MLS is Back (в сезоне 2020). 21 августа 2023 года Саваресе был уволен из «Портленд Тимберс» после разгромного поражения от «Хьюстон Динамо» со счётом 0:5 накануне.

### Статистика
| Команда          | Начало работы   | Окончание работы | Результаты | Результаты | Результаты | Результаты | Результаты |
| Команда          | Начало работы   | Окончание работы | И          | В          | Н          | П          | В %        |
| ---------------- | --------------- | ---------------- | ---------- | ---------- | ---------- | ---------- | ---------- |
| Нью-Йорк Космос  | 19 ноября 2012  | 13 декабря 2017  | 145        | 71         | 44         | 30         | 48,97      |
| Портленд Тимберс | 18 декабря 2017 | 21 августа 2023  | 216        | 93         | 50         | 73         | 43,06      |
| Всего            | Всего           | Всего            | 361        | 164        | 94         | 103        | 45,43      |

## Достижения
Как игрока
- Участник Матча всех звёзд MLS: 1996[14][15]

Как тренера
 Нью-Йорк Космос
- Чемпион NASL (3): 2013, 2015, 2016
- Победитель регулярного чемпионата NASL (3): 2013 (весна), 2015 (весна), 2016 (осень)

 Портленд Тимберс
- Победитель Турнира MLS is Back (2020)